# Анархизъм в България
За начало на организираните анархистки прояви в България се смята сиромахомилството на Спиро Гулабчев, макар че отделни автори търсят елементи на анархистко учение  в богомилството. Христо Ботев има приятели сред руските анархисти (най-изтъкнат от които е Сергей Нечаев) и е силно повлиян от тяхното учение. Редица български анархисти (напр. Миле Попйорданов) вземат дейно участие в народните борби срещу османската власт след Освобождението.
През април 1907 г. е приет „Законът против анархистите“, по силата на който са разтурени легалните анархистки групи, забранени са печатните им издания, а някои дейци са арестувани.
Времето след края на Първата световна война до преврата на 9 юни 1923 г. е най-силният период на анархизма в България. Нуждата от координация на множеството групи довежда до основаваното през юни 1919 г. на Федерацията на анархистите-комунисти в България (ФАКБ).
Около и след Деветоюнския преврат анархистите влизат в пряка борба с властта, като са преследвани наравно с комунистите.
След 9 септември 1944 г. ФАКБ излиза легално на политическата сцена и започва пропаганда сред населението. В началото на 1946 г. властите започват поголовно преследване на анархистите, в резултат на което организираното анархистко движение в страната е унищожено до 1989 г. По данни на Държавна сигурност при ликвидирането им в различните анархистки организации – анархокомунистически, анархосиндикалистки и фересистки – членуват общо 2917 души.
През 1990 г. ФАКБ е възстановена под името Федерация на анархистите в България (ФАБ). Създадени са и други анархистки или близки като идеи до анархизма организации, като сформираната през 2001 г. неформална група „АнархоСъпротива“. Някои от тези нови организации, развиват дейност.